# José Gaspar Piedade

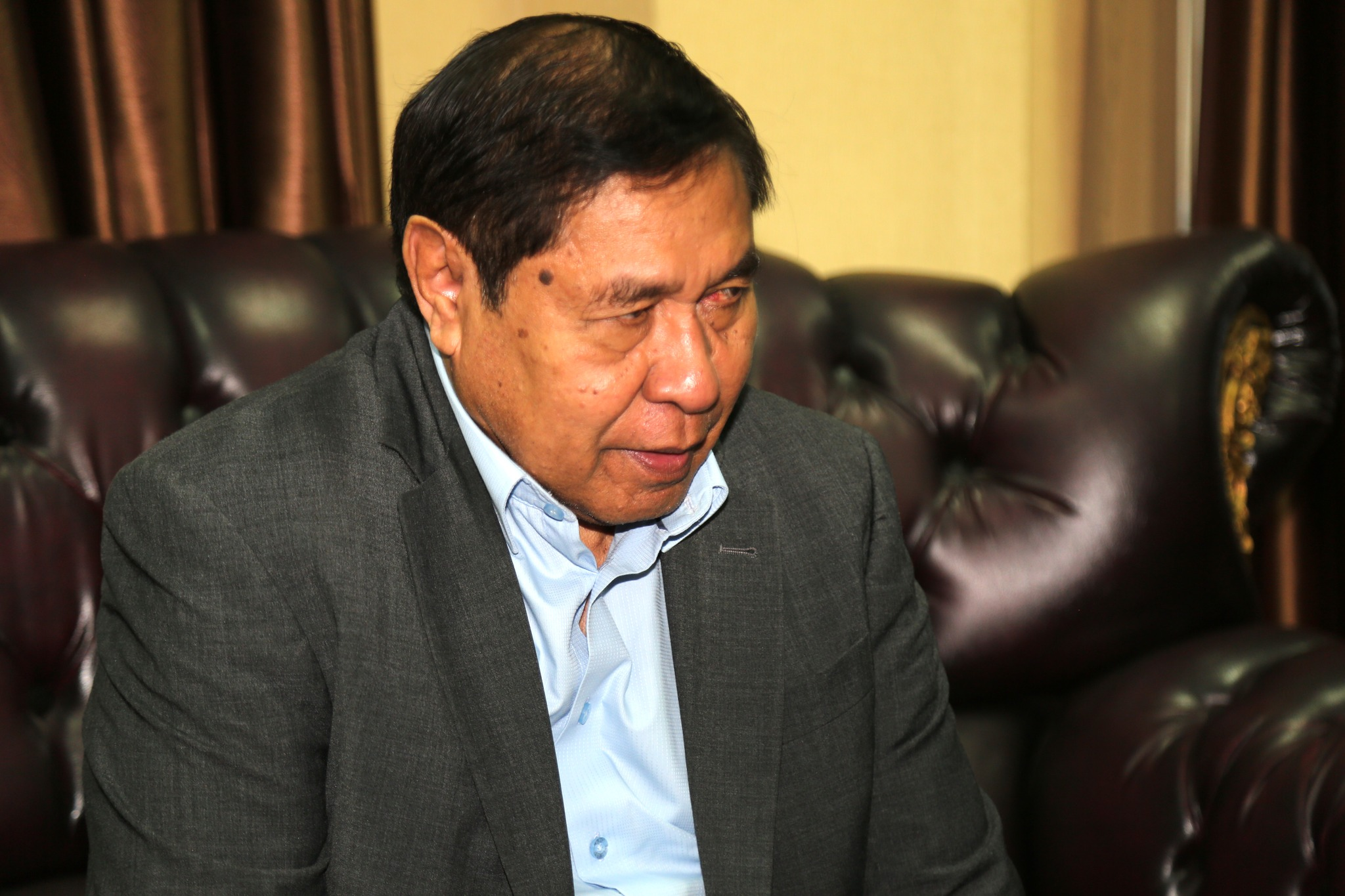
José Gaspar Piedade (2022)

José Gaspar Piedade ist ein osttimoresischer Diplomat.
Piedade gehörte zu den ersten Mitgliedern der FALINTIL, dem militärischen Arm der FRETILIN, die zwischen 1975 und 1999 gegen die indonesische Besatzung kämpfte. Im November 1998 nahm er an einen Treffen von Vertretern des Widerstands in und außerhalb des Landes in Schloss Krumbach in Österreich teil.
Bereits 2008 war Piedade Generaldirektor für öffentliche Arbeiten im Ministerium für den Öffentlichen Dienst. Das Amt hatte er mindestens bis 2016 inne.
Danach war Piedade (Stand 2018/2022) Botschafter Osttimors auf den Philippinen.